# 의왕시립소년소녀합창단
의왕시립소년소녀합창단(영어: Uiwang City Boys & Girls Choir, 한자: 義王市立少年少女合唱團)은 다양한 합창음악을 통하여 의왕시민의 문화예술 욕구와 문화생활을 충족시키고, 의왕시 청소년들의 건전한 정서 함양을 목적으로 설립되었으며, 2000년 8월에 설립된 의왕문화원 합창단을 승계받아 2013년 3월 의왕시립소년소녀합창단으로 새롭게 창단하였다. 현재, 의왕시의 만 18세 이하의 학생들로 구성되어 있다.

## 현황
의왕시립소년소녀합창단은 초등학교 2학년부터 고등학교 2학년까지 학생 총 48명으로 구성되어 있다. 2013년에 첫 창단연주 '한 걸음'을 시작으로 의왕시의 대표적인 행사인 백운예술제(매년 9월 ~ 10월 개최)와 의왕철도축제(매년 5월 개최) 그리고 전국시립소년소녀합창제, 경기합창제 등에서 활발한 대외활동을 펼치고 있다.
매년 1회의 정기 공연과 2 ~ 3회 이상의 특별·순회공연 등의 활동을 하고 있으며, 다양하고 폭넓은 레퍼토리의 공연으로 의왕시민과 전국의 합창애호가들에게 많은 사랑과 주목을 받고 있다.

## 설립 근거
- 의왕시 시립소년소녀합창단 설치 및 운영 조례
- 의왕시 시립소년소녀합창단 설치 및 운영조례 시행규칙

## 주요 사업과 업무
- 밝고 건전한 음악의 확산·보급으로 지역문화예술의 진흥
- 시민의 정서 함양 및 각종 행사시 공연을 통한 시민화합에 기여
- 각종 공연과 대회 참가를 통하여 시 홍보

## 지휘자 및 간부단원
- 지휘 : 임경택

- 반주 : 여인화

- 단무장 : 오세인

- 성악 트레이너 : 정소영

- 안무 트레이너 : 강선미

## 연혁 및 활동

### 2000 ~ 2013년도
- 2000년 8월 : 의왕문화원 합창단 구성
- 2013년 3월 1일 : 3.1절 공연과 함께 의왕시립소년소녀합창단으로 승계 및 발족(45명)
- 2013년 3월 : 의왕시립소년소녀합창단 단원 충원 (5명)
- 2013년 5월 4일 : 의왕어린이축제 공연
- 2013년 7월 13일 : 제21회 전국시립소년소녀합창제 공연(순천)
- 2013년 8월 17일 : 어린이합창페스티벌 공연(평촌)
- 2013년 9월 28일 : 백운예술제 공연
- 2013년 11월 16일 : 제1회 창단 정기연주회 '한걸음'(의왕시 여성회관)
- 2013년 12월 7일 : 아듀 2013 '쉼' 송년 "열린음악회" 우정출연

### 2014년도
- 2014년 2월 22일 : 제2기 신입단원 선발
- 2014년 3월 1일 : 의왕정명 100주년 및 삼일절 기념식 공연
- 2014년 4월 12일 : 찾아가는 음악회 <계요병원> 공연
- 2014년 7월 26일 : 제3기 신입단원 선발
- 2013년 8월 9일 : 찾아가는 음악회 <사랑의 양로원> 공연
- 2014년 8월 27일 : 백운예술제 공연
- 2014년 9월 20일 : 제22회 전국시립소년소녀합창제 공연(용인)
- 2014년 10월 23일 : 경기합창제 공연(경기도 문화의 전당)
- 2014년 11월 22일 : 제2회 정기연주회 '꿈을 향한 어울림'(의왕시 여성회관)
- 2014년 12월 12일 : 아듀 2014 '쉼' 송년 "열린음악회" 우정출연

### 2015년도
- 2015년 3월 1일 : 삼일절 기념식 공연
- 2015년 4월 25일 : 제4기 신입단원 선발
- 2015년 5월 4일 : 의왕철도축제 공연
- 2015년 5월 30일 : 제21회 과천시립소년소녀합창단 기획연주회 삼색의 하모니 공연(과천시민회관)
- 2015년 7월 30일 : 찾아가는 음악회 <사랑채 노인복지회관> 공연
- 2015년 9월 5일 : '우리의 꿈을 노래해' 합창음악회 공연(의왕시중앙도서관)
- 2015년 9월 6일 : 경기도 의왕시 - 중국 센링시 자매결연 조인식 축하공연
- 2015년 9월 11일 : 제9회 의왕시꿈누리오케스트라 정기연주회 사랑나눔 콘서트 우정출연(계원예술대학교 우경예술관)
- 2015년 9월 20일 : 백운예술제 공연
- 2015년 10월 3일 : 단기 4347주년 개천절 국가경축식 공연(세종문화회관 대공연장)
- 2015년 11월 28일 : 제3회 정기연주회 "빨강머리 앤"(계원예술대학교 우경예술관)